# Mary Ellen Smith
Pour les articles homonymes, voir Smith.
Mary Ellen Spear Smith (11 octobre 1863 – 3 mai 1933) est une personnalité politique de Colombie-Britannique. Elle est la première femme membre de l'Assemblée législative de la Colombie-Britannique et la première femme ministre.

## Biographie
Mary Ellen Spear naît  à Gunnislake, Calstock, en Cornouailles, fille de Mary Spear et de Richard Spear, mineur. Elle devient couturière puis se marie en 1883, à 21 ans, avec Ralph Smith, déjà veuf à 25 ans et père d'une fille, mineur et syndicaliste. Le couple a ensemble quatre fils. Le couple est engagé dans l'Église méthodiste, Ralph comme prédicateur laïc et Mary Ellen à l'école du dimanche. La famille s'installe en Colombie-Britannique en 1891, d'abord à Nanaimo, puis à Vancouver en 1911,,,.

## Carrière
Elle est membre de la ligue suffragiste canadienne, du Conseil national d'hygiène mentale, présidente du Women's Canadian Club et du Women's Forum, régente de l'ordre des Filles de l'Empire et membre exécutif de la Croix-Rouge canadienne. Elle collecte des fonds pour les anciens combattants et aide à créer des usines pour employer des enfants aveugles. Elle fonde le « Laurier Liberal Club » et est une méthodiste pratiquante.
Son mari, Ralph Smith, était un dirigeant syndical modéré. Il est élu à l'Assemblée législative de la Colombie-Britannique en 1898 puis à la Chambre des communes du Canada lors des élections fédérales de 1900. Il est nommé ministre des Finances de Colombie-Britannique en 1916. Mary Ellen Smith soutient la carrière politique de son mari en menant campagne pour lui et en prononçant des discours en son nom lorsqu'il n'était pas disponible,.
Ralph Smith meurt en février 1917 et Mary Ellen Smith se présente comme députée de Vancouver lors d'une élection partielle en janvier 1918, comme « libérale indépendante » avec le slogan « Les femmes et les enfants d'abord ». Elle est élue avec une large majorité, devenant ainsi la première femme à siéger à l'Assemblée législative de la Colombie-Britannique,.
Elle déclare dans un discours à l'Assemblée législative que « non seulement les femmes de ma belle ville se tenaient derrière moi... mais les hommes étaient également là ».
Elle est réélue en tant que libérale aux élections générales de 1920 et 1924,.
En tant que législatrice, elle a introduit la Loi sur le salaire minimum de 1918, une loi établissant un salaire minimum pour les femmes de 12,77 dollars par semaine. Smith a aidé à promulguer des lois créant des tribunaux pour mineurs, permettant aux femmes de siéger en tant que juges et à adopter des lois protégeant les femmes sur leur lieu de travail,,. Elle travaille également pour faire adopter la loi sur les pensions des mères en 1924, renommée loi sur les allocations maternelles en 1937. Cette loi offrait aux épouses divorcées, abandonnées ou veuves un revenu mensuel garanti pour élever leurs enfants de moins de seize ans. Elle rejoint le cabinet du Premier ministre John Oliver en 1921, comme ministre sans portefeuille, mais démissionne après huit mois, déçue de voir son indépendance limitée par la solidarité gouvernementale et de ne pas avoir de portefeuille.
Smith soutient cependant les politiques anti-asiatiques et eugénistes en Colombie-Britannique,. Elle accepte les préjugés raciaux de son époque qui justifiaient les efforts législatifs visant à « protéger la race [anglo-canadienne] ». En intégrant le racisme et l’eugénisme dans son féminisme, Smith reflète les préjugés des féministes de son époque.
Le 22 février 1928, elle devient présidente de l'Assemblée législative de la Colombie-Britannique, première femme à occuper cette fonction dans l'Empire britannique. Elle est battue aux élections de 1928, qui fait tomber le gouvernement libéral.
En 1929, elle est nommée déléguée du Canada à la conférence de l'Organisation internationale du travail (OIT) à Genève.
Elle est présidente du Parti libéral de la Colombie-Britannique au début des années 1930 jusqu'à sa mort, des suites d'un accident vasculaire cérébral en 1933, à l'âge de 72 ans.

## Hommages et postérité
En 2007, Mary Ellen Smith est nommée « personnage historique national » par le gouvernement du Canada. À Nanaimo, la rue Mary Ellen Drive, située entre Dover Bay Road et Island Highway, est nommée en son honneur.
Mary Ellen Smith est également commémorée par l'Assemblée législative de la Colombie-Britannique, qui la reconnaît comme la première femme députée de la Colombie-Britannique, la première femme à être nommée ministre sans portefeuille dans l'Empire britannique et comme militante pour les droits des femmes,.